# Heteropoda speciosus
Heteropoda speciosus är en spindelart som först beskrevs av Pocock 1898.  Heteropoda speciosus ingår i släktet Heteropoda och familjen jättekrabbspindlar. Inga underarter finns listade i Catalogue of Life.